# Hvis lyset tar oss
Hvis lyset tar oss (в переводе с норв. — «Если свет заберёт нас») — третий студийный альбом норвежского блэк-метал проекта Burzum. Записан Варгом Викернесом в 1992 году, однако издан только полтора года спустя в 1994 году.

## Предыстория и запись альбома
Hvis lyset tar oss Викернес записал в сентябре 1992 года в Grieghallen в Бергене. Альбом продюсировали сам Варг Викернес и Эйрик «Пюттен» Хундвин, владелец студии Grieghallen, который также работал со множеством других блэк-метал команд, например Mayhem, Immortal и т. д. Сам Викернес утверждает, что ему потребовалось всего от двадцати до тридцати часов, чтобы записать все композиции.
Однако Hvis lyset tar oss и другие релизы были рассредоточены, и между записью и выпуском каждого альбома проходило много месяцев. За это время Викернес стал частью ранней норвежской блэк-металлической сцены и познакомился с гитаристом Mayhem Евронимусом (Эстейн Ошет). Между ними возникла вражда, кульминацией которой стало то, что Викернес зарезал Евронимуса в его квартире в Осло в августе 1993 года. Через несколько дней Викернес был арестован и в мае 1994 года приговорен к 21 году тюремного заключения (максимальное наказание в Норвегии).
В 1994 году альбом был выпущен на лейбле Misanthropy Records и собственном лейбле Варга — Cymophane Productions.

## Художественное оформление

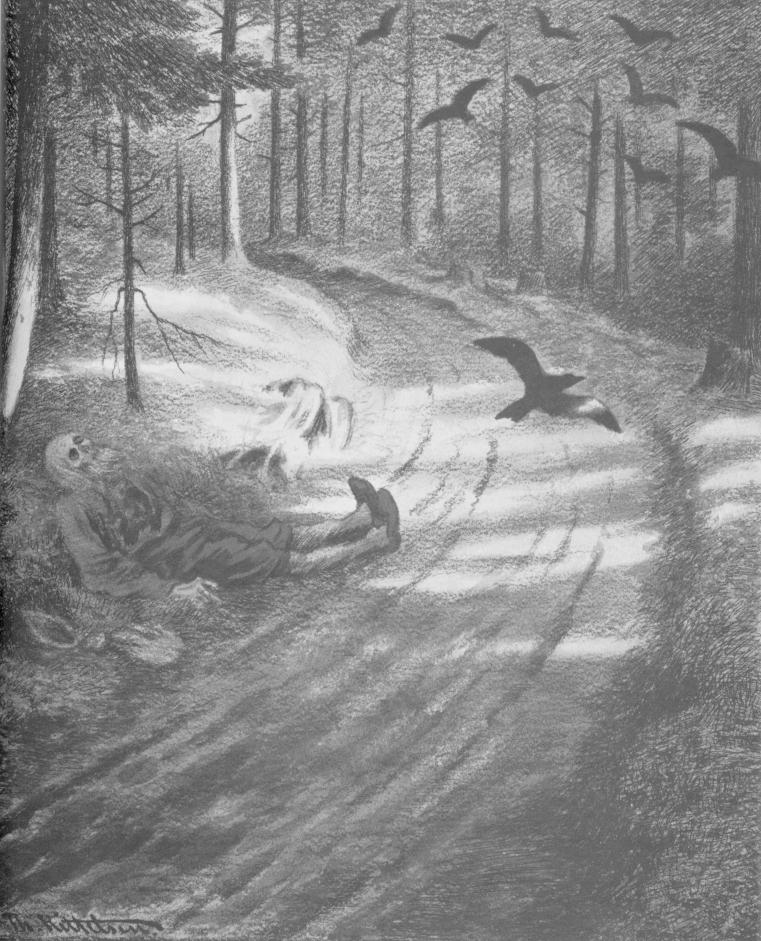
Теодор Киттельсен, «Нищий»

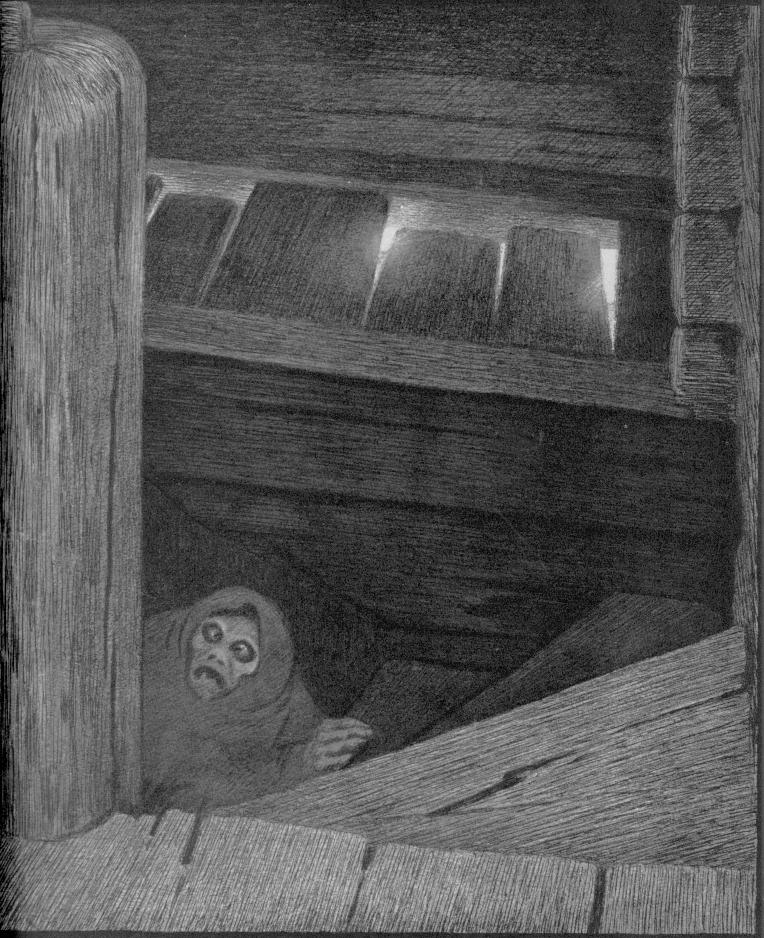
Теодор Киттельсен, «Чума на ступенях»

Изображение на обложке — «Fattigmannen» («Нищий»), было взято из книги «Svartedauen» («Чёрная смерть») 1900 года норвежского художника Теодора Киттельсена. Внутри в качестве оформления использовалась другая картина художника — «Pesta i trappen» («Чума на ступенях»).
Викернес заявил, что он выбрал картины Киттельсена из серии о «Чёрной смерти», потому что «альбом посвящен духовной Чёрной смерти, которую большинство людей знает как иудео-христианство», в то время как рецензент из Tartarean Desire написал, что обложка «намекает на то, о чем альбом» с изображением «запустения, воспоминаний и медитативных чувств».
Он посвятил этот альбом своим «братьям» — Фенризу (Гюльве Наггель) из Darkthrone и Демоназу (Харальд Невдал) из Immortal, с которым он играл в Old Funeral. Однако Демоназ дистанцировался от Варга после событий 1993 года; Когда журнал Guitar World спросил о Викернесе, Аббат, который играл в Immortal вместе с Демоназом, ответил: «К черту Варга!» Позже Викернес выразил сожаления о преданности Демоназу, назвав его «крысой».

## Музыкальный стиль
Композиции на Hvis lyset tar oss стали длиннее, чем на предыдущих работах Варга, при этом звук стал менее резким, но более монотонным и почти эпическим. Важную роль в композициях стали играть клавишные. Первые три трека на альбоме имеют продолжительность от 7 до 15 минут, и каждый состоит из 4-5 различных последовательностей гармонических аккордов. Последний трек альбома представляет собой минималистический эмбиент, похожий на поздние альбомы Dauði Baldrs и Hliðskjálf, которые Викернес впоследствии записал, отбывая срок в тюрьме.
И благодаря именно Hvis lyset tar oss появились новые стили блэк-метала - атмосферик-блэк-метал и депрессивно-суицидальный блэк-метал.
По словам Викернеса, альбом является концептуальным:

Это концептуальный альбом о том, что когда-то было до того, как нас забрал свет и мы въехали в замок мечты. В пустоту. это что-то вроде; остерегайтесь христианского света, он уведет вас в вырождение и небытие. То, что другие называют светом, я называю тьмой. Ищите тьму и ад, и вы не найдете ничего, кроме эволюции.
— интервью с Варгом Викернесем журнала Deprived, 1995 год.
Сам Варг Викернес считает этот альбом своим высшим достижением. Как он сказал в интервью изданию Metalcrypt, «это первый альбом, на котором я играл музыку, а не просто играл на разных инструментах».

## Рецензии и отзывы
Журнал Allmusic так писал об альбоме: «Это лучшее воплощение увлечения Викернеса смешением атмосферы с экстремальным звучанием блэк-метала. Холодный синтезаторный фон, длинные песни и повторяющиеся риффы, лоу-фай анти-продакшн, хриплый пронзительный вокал Варга, 14 минут эмбиентного клавишного бормотания, которыми завершается альбом».
Интернет-сайт Sputnikmusic пишет: «от самых холодных синтезаторных мелодий до безжалостных гитарных риффов, песни здесь избивают вас и оставляют умирать в ледяных пустынях Антарктиды. Однако здесь есть демонстрационный инструмент: голос Варга. У него самый уникальный скрим на блэк-металлической сцене. Он звучит как мужчина в возрасте 20 лет, кричащий от того, что его едят заживо. Его голос придает музыке исключительный характер, представляя слушателям его эмоционально грубый и мощный голос. Норвежская лирика также добавляет уникальности. Барабаны и бас соответствуют стандартам блэк-метала и ничем не блещут, но они есть, и они дополняют музыкальную машину Burzum».
Американский журналист и музыкальный критик Келефа Санне писала: «Он начинается с трех длинных и нечетких среднетемповых песен, с рудиментарной игрой на гитаре и вокалом, который звучит как крики из холла; настроение мрачное, но также и довольно задумчивое, особенно во время четвертого и последнего трека, атмосферной клавишной пьесы, которая длится четырнадцать минут».

## Интересные факты
- Журнал Metal Hammer включил альбом в 200 лучших рок-альбомов всех времён.[9]
- До релиза, рекламные копии альбома, отправленные в журналы, включали песню «Et hvitt lys over skogen» (норв. «Белый свет над лесом») вместо «Tomhet».

## Список композиций
Вся лирика и музыка — Варг Викернес;
| №  | Название                                             | Длительность |
| -- | ---------------------------------------------------- | ------------ |
| 1. | «Det som en gang var» (норв. «То, что однажды было») | 14:21        |
| 2. | «Hvis lyset tar oss» (норв. «Если свет заберёт нас») | 8:05         |
| 3. | «Inn i Slottet fra Drømmen» (норв. «В замок из сна») | 7:52         |
| 4. | «Tomhet» (норв. «Пустота»)                           | 14:12        |

## Участники записи
- Count Grishnackh (Варг Викернес) — все инструменты и вокал;
- Пюттен (Эйрик Хундвин) — продюсирование, мастеринг;